# گل ترقه
گل تَرَقه یا کروساندرا (نام علمی: Crossandra infundibuliformis) نام یک گونه از تیره پاخرسیان است.
گل ترقه بومی جنوب هند و سریلانکا می‌باشد. در کشور هند این گلها بسیار محبوب بوده و خانمها روی موهای خود قرار می‌دهند. این گیاه جزء گیاهان آپارتمانی محسوب می‌شود و متعلق به مناطق معتدل است.

## ویژگی‌ها
این گیاه بین ۰٫۵ تا ۱ متر ارتفاع دارد و بین ۱۰ تا ۵۰ سانتیمتر گستردگی دارد و ۵ تا ۱۰ سال زمان نیاز دارد تا به رشد نهائی خود برسد.
گلهای درشت گل ترقه در اطراف ساقه می‌روید و دارای چهار ردیف کاسبرگ است. کاسبرگ‌ها از پرزهای بلند سفید نرمی پوشیده شده است. این گلهای به رنگهای زرد، نارنجی و قرمز دیده می‌شوند. از ویژگی‌های این گیاه ظهور گل زودرس آن است.
معمولاً چهار تا پنج ماه پس از کاشت یا قلمه زدن، گلهای زود رس آن ظاهر می‌شوند و تا آخر پاییز گلها دوام دارند. گل‌ها توسط رشته‌هایی به هم متصل شده‌اند.
برگ‌های آن براق و خوش‌رنگ هستند.